# Budakeszi
Budakeszi é uma cidade da Hungria, situada no condado de Peste. Tem 37,1 km² de área e sua população em 2019 foi estimada em 14.330 habitantes.